# Journal of Applied Physics
A Journal of Applied Physics egy 1931-es alapítású lektorált fizikai szakfolyóirat. Kiadója az Amerikai Fizikai Társaság mely a folyóiratot hetente adja közre.

## Tartalma
A folyóirat elsősorban az alkalmazott fizikával és határterületeivel foglalkozik, jellemzően az alábbi témakörökben közöl új kutatási eredményeket leíró cikkeket:
- alkalmazott biofizika,
- dielektrikumok és ferroelektromosság,
- Elektromos kisülések, plazma, illetve plazma kölcsönhatása felületekkel,
- Az alkalmazott fizika új ágai, határterületei,
- Mágnesség, spintronika, szupravezetés,
- Szerves-szervetlen rendszerek, szerves alapú elektronika,
- Fotonika, plazmonika, lézerek, optikai anyagok és jelenségek,
- Mérő- és vezérlőeszközök, szenzorok,
- Anyagtudomány, az anyagok elektromos, hőtani mechanikai és egyéb jellemzői,
- extrém igénybevétel alatt álló anyagok jellemzői, viselkedése,
- Nanoszerkezetek, mezoszkopikus és alacsony dimenziójú rendszerek fizikája,
- félvezetők fizikája,
- vékonyrétegek, határfelületek, felületfizika.

## Tudománymetrikai adatai
| Mérőszám                                                | 2015    |
| ------------------------------------------------------- | ------- |
| Összes publikáció                                       |         |
| Impaktfaktor (hatástényező)                             | 2,101   |
| Az impaktfaktor ötéves átlaga (five-year impact factor) | 2,126   |
| Közvetlenségi index (immediacy index)                   | 0,446   |
| Az idézések felezési ideje (cited half-life)            | >10,0   |
| EigenFactor-pontszám                                    | 0,20455 |
| A cikkek hatása (Article Influence Score)               | 0,637   |
| CiteScore                                               |         |
| (Source-Normalized Impact per Page, SNIP)               |         |
| SCImago-rang                                            | 0,603   |
| H-index                                                 | 252     |
| 1. 2. 3. 4. 5. 6. 7. 8.                                 |         |